# Сара Габель
Сара Евелін Габель  (30 липня 1982, Мічиган) — американська акторка, найбільш відома за ролями в телесеріалах «Недостатня робота» (2012–2013), «Раш » (2014) і «Рівердейл » (2017).

## Життя
Сара Габель народилася в американському штаті Мічиган і відвідувала Університет штату Мічиган, де отримала ступінь бакалавра театрознавства. Потім вона спробувала свої сили в театральній ролі в Лондоні та Нью-Йорку, перш ніж потрапити на телебачення. Вона зіграла свої перші гостьові ролі в телевізійних серіалах, таких як The Beast, CSI: NY, Cold Case і Hawaii Five-0, перш ніж з'явитися в своїй першій головній ролі Дафни Ґловер у короткостроковому серіалі Underemployed у 2012 році.
У 2014 році вона зіграла повторні ролі другого плану, як Єва Паркер у Rush, а в 2017 році як Джеральдін Ґранді в Riverdale .

## Фільмографія (добірка)
- 2009: Ефект метелика 3 – Одкровення (The Butterfly Effect 3: Revelations)
- 2009: The Beast (2 серії)
- 2009: American Virgin
- 2010: CSI: NY (Епізод 6x16)
- 2010: Cold Case - Жодна жертва не забута ( Cold Case, Епізод 7x21)
- 2011: Гуртожиток 3 (Гостел: Частина III)
- 2012: Hawaii Five-0 (Епізод 2x16)
- 2012: Темна стіна (серіал, серія 1x04)
- 2012–2013: Underemployed (12 серій)
- 2014: Rush (10 серій)
- 2014: Воррен
- 2017, 2023: Рівердейл (7 серій)
- 2017: Глибоке поховання
- 2017: Atomica

## Вебпосилання
- Сара Габель в Internet Movie Database (en)